# Guigneville-sur-Essonne
Guigneville-sur-Essonne  [giɲǝvil syʁ esɔn] je francouzská obec v departementu Essonne v regionu Île-de-France. V obci se nachází kostel svatého Firmina z Amiens.

## Poloha
Obec Guigneville-sur-Essonne se nachází asi 43 km jižně od Paříže. Obklopují ji obce La Ferté-Alais na severu a severozápadě, Videlles na severovýchodě a na východě, Boutigny-sur-Essonne na jihovýchodě, Vayres-sur-Essonne na jihu a D'Huison-Longueville na jihozápadě a na západě.

## Vývoj počtu obyvatel
Počet obyvatel